# Mélanie Clément
Pour les articles homonymes, voir Clément (patronyme).
Mélanie Clément, née le 3 mai 1992 à Chaumont (Haute-Marne), est une judokate française évoluant dans la catégorie des moins de 48 kg, super-légers.

## Parcours
En 2017, elle a remporté la médaille d'or par équipes lors des championnats d'Europe.
En 2019, lors des jeux européens de Minsk, elle s'incline en quart de finale face à la future vainqueur, Daria Bilodid.
Aux Championnats du monde de judo 2019 à Tokyo, Mélanie Clément termine à la 5e place. Elle s’impose face à la Viêt-Namienne Tinh Hoang Thi en 1/16 e de finale, puis bat la Serbe Milica Nikolić au tour suivant. En 1/4 de finale, elle perd son duel contre la Japonaise Funa Tonaki, future médaille d’argent.
En repêchage, elle arrive à battre l’Argentine Paula Pareto, qui l’avait pourtant dominée au Grand Chelem d’Abu Dhabi en octobre 2018. Lors du combat pour la médaille de bronze, elle s'incline face à la Mongole Urantsets Munkhabat sur une immobilisation au sol.
En 2019, elle remporte une médaille de bronze lors du Masters mondial.
En 2022, elle remporte la médaille d'or au Grand Chelem de Tbilissi.

## Palmarès

### Championnats du monde
- Médaille de bronze aux championnats du monde juniors de Cap Town en 2011
- 7e place aux Championnats du monde senior de Budapest en 2017[5]
- 5e place aux Championnats du monde senior de Tokyo en 2019[6]

### Championnats d'Europe
- Médaille d'argent aux championnats d'Europe juniors de Lommel en 2011
- 5e places aux championnats d'Europe -23ans de Tioumen en 2011
- Médaille d'or aux championnats d'Europe universitaire de Coimbra en 2013
- Médaille d'or aux championnats d'Europe par équipes de Varsovie en 2017
- 5e place aux Championnats d'Europe senior de Tel Aviv en 2018
- 7e place aux Jeux Européens de Minsk en 2019
- 5e place aux Championnats d'Europe senior de Prague en 2020
- Médaille de bronze aux Championnats d'Europe senior de Lisbonne en 2021[7]

### Masters
- 7e place aux Masters de Saint-Pétersbourg en 2017
- Médaille de bronze aux Masters de Qingdao en 2019
- 5e place aux Masters de Doha en 2021

### Grand Chelem
- 7e place au Grand Chelem de Paris en 2014 et en 2017
- Médaille de bronze au Grand Chelem d'Ekaterinbourg en 2017
- Médaille de bronze au Grand Chelem de Düsseldorf en 2018
- 5e place au Grand Chelem d'Osaka en 2018
- 7e place au Grand Chelem d'Abu Dhabi en 2018 et en 2019
- 5e place au Grand Chelem de Paris en 2019
- 7e place au Grand Chelem de Bakou en 2019
- Médaille de bronze au Grand Chelem de Paris en 2020
- 5e place au Grand Chelem de Tel Aviv en 2021[8]
- Médaille d'or au Grand Chelem de Tbilissi en 2022

### Grand Prix
- 5e place au Grand Prix de Jeju en 2014
- 7e place au Grand Prix de Budapest en 2016
- 5e place au Grand Prix de Zagreb en 2018
- Médaille de bronze au Grand Prix de Tbilissi en 2017 et en 2018
- Médaille de bronze au Grand Prix de Marrakech en 2019
- Médaille d'argent au Grand Prix de Zagreb en 2019
- Médaille d'argent au Grand Prix de Düsseldorf en 2017
- Médaille d'or au Grand Prix de Tbilissi en 2019

### Open continentaux
- Médaille d'argent à l'Open européen de Glasgow en 2014
- 5e place à l'Open européen de Madrid en 2014
- Médaille de bronze à l'Open européen de Minsk en 2015
- 5e place à l'Open européen de Lisbonne en 2015
- 7e place à l'Open européen de Oberwart en 2015
- Médaille d'argent à l'Open africain de Casablanca en 2016
- Médaille d'argent à l'Open européen de Varsovie en 2016
- Médaille de bronze à l'Open européen de Glasgow en 2016

### Coupes continentales
- Médaille d'or à l'European Cup de Londres en 2013
- Médaille d'or à l'European Cup de Celje en 2014
- Médaille d'or à l'European Cup de Belgrade en 2015
- Médaille d'or à l'European Cup de Malaga en 2016

### Championnats de France
- Médaille d'or aux championnats de France cadets unss à Paris en 2008
- Médaille d'argent aux championnats de France cadets à Paris en 2008
- Médaille d'argent aux championnats de France juniors à Paris en 2008
- Médaille d'argent aux championnats de France juniors à Paris en 2009
- Médaille d'argent aux championnats de France 2ème division à Paris en 2009
- Médaille d'argent aux championnats de France juniors à Paris en 2010
- Médaille d'or aux championnats de France 2ème division par équipes à Paris en 2011
- Médaille d'argent aux championnats de France juniors à Paris en 2011
- Médaille de bronze aux championnats de France 1ère division à Liévin en 2011
- Médaille d'or aux championnats de France universitaire à Rouen en 2013
- Médaille de bronze aux championnats de France 1ère division à Marseille en 2013
- Médaille d'or aux championnats de France universitaire à Orléans en 2014
- Médaille de bronze aux championnats de France 1ère division à Villebon-sur-Yvette en 2014
- Médaille d'or aux championnats de France universitaire à Amiens en 2015
- Médaille d'or aux championnats de France 1ère division à Rouen en 2015[9]
- Médaille d'or aux championnats de France 1ère division à Montbéliard en 2016
- Médaille de bronze aux championnats de France 1ère division à Saint-Quentin-en-Yvelines en 2017
- Médaille d'argent aux championnats de France 1ère division à Rouen en 2018